# Stella Maria Hartinger Peña
Stella Maria Hartinger Peña (* 1980 ) bióloga, investigadora, epidemióloga peruana, directora del Lancet Countdown Sudamérica y codirectora del Centro Latinoamericano de Excelencia en Cambio Climático y Salud.

## Vida y obra
Hartinger Peña estudió biología en la Universidad Peruana Cayetano Heredia (UPCH) en Lima y completó su maestría en ciencias ambientales. Recibió su doctorado en filosofía en 2014 de la Universidad de Basilea y el Instituto Suizo de Salud Pública y Tropical  con una tesis sobre Reducir las enfermedades infantiles - fomentar el crecimiento: un paquete de intervención integrado en el hogar (IHIP) para mejorar la contaminación del aire interior, la calidad del agua potable y la nutrición infantil.
Desde 2015 es profesora asociada de la Universidad Peruana Cayetano Heredia en Lima. Aquí dirige la Unidad de Investigación en Desarrollo Integral, Ambiente y Salud (Unidad de Investigación en Desarrollo Integral, Ambiente y Salud)  y es subdirectora del Centro Latinoamericano de Investigación sobre Cambio Climático y Salud (CLIMA). Para el año 2025, cuenta con un índice h de 34.

## Honores
- 2018: Premio R. Geigy